# Mtsamboro
Mtsamboro é uma comuna francesa no departamento ultramarino de Mayotte. Estende-se por uma área de 13.71 km², e possui 7.705 habitantes, segundo o censo de 2018, com uma densidade de 560 hab/km².